# Gorgiasz
Gorgiasz z Leontinoi (gr. Γοργίας ὁ Λεοντῖνος Gorgias ho Leontinos, ur. ok. 480, zm. ok. 385 p.n.e.) – grecki filozof, retor, teoretyk wymowy należący do 10 najwybitniejszych mówców w Starożytnej Grecji, prekursor teorii sztuki, jeden z czołowych sofistów.
Pochodził z Leontinoj na Sycylii. Był uczniem Empedoklesa i nauczycielem Tukidydesa. W 427 p.n.e. przybył do Aten, by w imieniu ojczystej polis prosić o pomoc przeciw Syrakuzom. Zawarł tam wiele znajomości z ludźmi bogatymi i wpływowymi. Sam też wpływał na sprawy bieżące przez swoją siłę wymowy. Dyskurs był dla niego jedynie środkiem służącym do wpływania na ludzi i ich namiętności, pozwalający osiągnąć zamierzony cel (co w późniejszych czasach nazwane zostało erystyką).
Jest bohaterem platońskiego dialogu Gorgiasz.

## Myśl
Sławne paradoksy Gorgiasza, spisane w swoistym manifeście starożytnego nihilizmu, dziele O naturze albo o niebycie (Περί του μη όντος ή περί φύσεως, Perí toú me ontos e perí phýseos), brzmią następująco (trylemat Gorgiasza):
- Nic nie istnieje. (οὐδέν ἔστιν oudén éstin w oryginale jedno przeczenie, dosł. 'nic istnieje')
- Gdyby nawet coś było, to byłoby to niepoznawalne. (εἰ καί έστιν, ἀκατάληπτον ἀνθρώπῳ ei kaí éstin, akatáli̱pton anthró̱po̱)
- Gdyby nawet było poznawalne, to i tak wiedzy o tym nie udałoby się przekazać. (εἰ καί καταληπτόν, ἀλλά τοί γε ἀνέξοιστον καί ἀνερμηνευτον τῷ πέλας ei kaí katali̱ptón, allá toí ge anéxoiston kaí anermi̱nef̱ton tó̱ pélas)

Swoje tezy argumentował w następujący sposób:
- Nic nie istnieje:

Skoro wśród filozofów przyrody zdania na temat bytu, tego czym właściwie jest i jaki jest, są podzielone, to oznacza ni mniej ni więcej, że go nie ma, gdyż w przeciwnym wypadku nie dałby się określić zarazem jako „jeden”, „mnogi” bądź „niezmienny” i „powstający”.
- Gdyby nawet coś było, to byłoby to niepoznawalne:

Myśl według ówczesnych poglądów sprowadzana była do myśli o bycie w taki sposób, że można było uznawać myśl i byt za to samo. Niebytu w tej koncepcji pomyśleć się nie dało. Tymczasem Gorgiasz dowodzi, że można sobie wyobrazić np. latającego człowieka, mimo że taki nie istnieje. W konsekwencji myśli zostają oddzielone od bytu i przestają być wiarygodnym źródłem poznania świata.
- Gdyby nawet było poznawalne, to i tak wiedzy o tym nie udałoby się przekazać:

Swoje odczucia zmysłowe takie jak kolor, zapach czy barwę możemy przekazać innemu za pomocą słów, które te odczucia symbolizują. Lecz nie mamy żadnej gwarancji, że drugi rozumie nasze sformułowania tak, jak my. Nie wiemy też czy te same bodźce powodują u niego takie same uczucia.
Wobec takich racji Gorgiasz neguje zarówno prawdę absolutną (gr. ἀλήθεια aletheia) jako niepoznawalną, jak i prawdę subiektywną (gr. δόξα doksa) jako nie mającą sensu.

### Etyka
Etyka Gorgiasza jest określana jako etyka sytuacyjna. W swoich intelektualnych poszukiwaniach wychodzi od nihilizmu, a następnie od niemożliwości obiektywnego poznania wszelkiego bytu. Będąc krytykiem poprzedzającej go eleackiej filozofii przyrody, neguje możliwość poznania wszelkiego rodzaju bytu, zarzuca filozofom nieracjonalność zajmowania się tego typu problemami, i zwraca się w kierunku problemów etycznych. Jednak i tu zajmuje stanowisko jak najdalsze od możliwości mówienia obiektywnego na przedmiot rozważań.
Swoją wiedzę buduje w oparciu o krąg ludzkich doświadczeń, jak pisze Giovanni Reale „ogranicza się do objaśniania faktów, okoliczności, życiowych sytuacji ludzi i państwa”.
Według Realego dla Gorgiasza „powinności zmieniają się w zależności od chwili, wieku, sytuacji społecznej; jedno i to samo działanie może być dobre lub złe, zależnie od tego, kto jest jego podmiotem. Jest zrozumiałe, że ta praca teoretyczna, dokonana bez podstaw metafizycznych i nie oparta na bezwzględnych zasadach, pociąga za sobą uznanie w szerokim zakresie rozpowszechnionych opinii.” Nie definiuje żadnych pojęć etycznych, lecz stara się do nich podejść na sposób fenomenologiczny, opisowy, empiryczny. Gorgiasz zatem dostrzegł drogę zjawisk i szedł nią, aczkolwiek intuicyjnie, bez teoretycznych uzasadnień.

## Retoryka
Gorgiasz wypracował błyskotliwy styl wymowy artystycznej, zawierającej kunsztowne zwroty i figury językowe. Swoje osiągnięcia opisał w podręczniku Techne rhetorike (gr. „Sztuka retoryki”), który nie zachował się do naszych czasów.
Był autorem pism odpierających zarzuty wobec postaci mitycznych. "Pochwała Heleny"
(Ελένης εγκώμιον, Helenes enkómion) usprawiedliwia Helenę twierdząc, że w każdej z możliwych sytuacji była bez winy. „Obrona Palamedesa” (Η Υπέρ Παλαμήδους απολογία, He Hypér Palamédous apología) dotyczy jednego z greckich uczestników wojny trojańskiej, według pewnej (późniejszej od poematów Homera) wersji oskarżonego z zemsty przez Odyseusza o szpiegostwo na rzecz Trojan. Gorgiasz twierdził, iż zarzut ten był nie do udowodnienia.
Napisał też „Mowę ku czci poległych Ateńczyków”.

## Reminiscencje literackie
W opowiadaniu Stanisława Lema „Zakład Doktora Vliperdiusa” (cykl Dzienniki gwiazdowe) występuje robot uważający się za kontynuatora Gorgiasza i rozwijający jego teorię pozorności bytu.